# Нижние Шитцы
Нижние Шитцы (тат. Түбән Шытсу) — село в Сабинском районе Республики Татарстан, административный центр Нижнешитцинского сельского поселения.

## Географическое положение
Село находится в северной части Татарстана, на правом притоке реки Мёша, в 16 км к югу от районного центра, посёлка городского типа Богатые Сабы.

## История
Первоисточники упоминают о селе с 1680 года.
Современное название села произошло от татарского слова «түбән» (нижний) и ойконима «Шытсу» (Шитцы).
В сословном плане, в XVIII веке и вплоть до 1860-х годов, жителей села причисляли к государственным крестьянам.
По данным переписей, население села увеличивалось с 95 душ мужского пола в 1782 году до 980 человек в 1908 году. В последующие годы население села постепенно уменьшалось и в 2010 году составило 350 человек.
По сведениям из первоисточников, в начале XX столетия в селе действовали мечеть и мектеб.
Административно, до 1920 года село относилось к Мамадышскому уезду Казанской губернии, с 1920 года - к Мамадышскому кантону, с 1930 года - к Сабинскому району Татарстана.

## Экономика и инфраструктура
Жители села занимаются полеводством, молочным скотоводством. В XVIII - XIX столетиях основными занятиями жителей являлись земледелие, скотоводство.
В селе функционируют средняя школа, дом культуры.